# Sociale en politieke filosofie
Onder de aanduiding sociale en politieke filosofie gaat een tweetal filosofische specialismen schuil dat zich bezighoudt met dezelfde vragen: de oorsprong, aard en toekomst van de maatschappij; de plaats van de individuele mens daarbinnen; en de wijze waarop de machtsverhoudingen binnen de maatschappij zijn en worden geregeld.
Afhankelijk van (nationale of universitaire) gewoonte worden de aanduidingen sociale filosofie en politieke filosofie door elkaar heen gebruikt.